# Sportklub Sturm Graz 2013-2014

## Rosa
| N. |                                 | Ruolo | Calciatore           |
| -- | ------------------------------- | ----- | -------------------- |
| 1  | Austria (bandiera)              | P     | Christian Gratzei    |
| 5  | Croazia (bandiera)              | D     | Tomislav Barbarić    |
| 6  | Austria (bandiera)              | D     | Erman Bevab          |
| 8  | Bosnia ed Erzegovina (bandiera) | C     | Anel Hadžić          |
| 10 | Austria (bandiera)              | C     | Marko Stanković      |
| 11 | Croazia (bandiera)              | A     | Josip Tadić          |
| 13 | Austria (bandiera)              | C     | Simon Piesinger      |
| 15 | Austria (bandiera)              | D     | Michael Madl         |
| 16 | Austria (bandiera)              | D     | Andreas Pfingstner   |
| 17 | Austria (bandiera)              | D     | Martin Ehrenreich    |
| 18 | Austria (bandiera)              | C     | David Schloffer      |
| 19 | Germania (bandiera)             | P     | Benedikt Pliquett    |
| 20 | Austria (bandiera)              | C     | Daniel Offenbacher   |
| 21 | Austria (bandiera)              | C     | Benjamin Rosenberger |
| 22 | Austria (bandiera)              | D     | Andreas Gruber       |

| N. |                         | Ruolo | Calciatore            |
| -- | ----------------------- | ----- | --------------------- |
| 23 | Austria (bandiera)      | D     | Lukas Spendlhofer     |
| 24 | Austria (bandiera)      | C     | Marc Andre Schmerböck |
| 26 | Austria (bandiera)      | C     | David Schnaderbeck    |
| 27 | Austria (bandiera)      | C     | Christian Klem        |
| 28 | Austria (bandiera)      | A     | Daniel Beichler       |
| 29 | Giappone (bandiera)     | C     | Taisuke Akiyoshi      |
| 30 | Austria (bandiera)      | C     | Sandi Lovric          |
| 32 | Austria (bandiera)      | P     | Tobias Schützenauer   |
| 33 | Russia (bandiera)       | D     | Naim Sharifi          |
| 34 | Nigeria (bandiera)      | A     | Bright Edomwonyi      |
| 35 | Ucraina (bandiera)      | D     | Ihor Oščypko          |
| 36 | RD del Congo (bandiera) | C     | Wilson Kamavuaka      |
| 42 | Austria (bandiera)      | A     | Roman Kienast         |
| 44 | Austria (bandiera)      | C     | Thorsten Schick       |
| 77 | Germania (bandiera)     | A     | Donis Avdijaj         |